# Protanilla furcomandibula
Protanilla furcomandibula  (лат.) — вид мелких муравьёв (Formicidae) из подсемейства Leptanillinae. Эндемик Китая

## Распространение
Восточная Азия: Китай (Yunnan Province, Kunming, Xishan Forest Park, Huatingsi Temple, обнаружен на высоте 2250 м в почвенном образце в хвойно-широколиственном смешанном лесу).

## Описание
Мелкие муравьи, длина около 4 мм, жёлто-коричневые. Головной индекс (CI, соотношение ширины головы к длине × 100): 77—78. Длина головы рабочих 0,73—0,77 мм, длина скапуса 0,67 мм, ширина головы 0,57—0,60 мм. Индекс скапуса (SI, соотношение длины скапуса к длине голов × 100): 111—118. Затылочные углы головы округленные. Мандибулы широкие, изогнуты вниз, с многочисленными мелкими шиповидными зубчиками (около 15), на латеровентральных краях с двумя зубцами. Нижнечелюстные щупики 4-члениковые. Усики 12-члениковые, усиковые валики отсутствуют, место прикрепления антенн открытое. Вид был описан в 2002 году китайскими мирмекологами Xu Z.-H. и Zhang J.-L. (Китай).
В 2012 году было предложено выделить вид Protanilla furcomandibula в отдельный род Furcotanilla (Xu Z.-H., 2012).
В 2017 году в ходе синонимизации рода Furcotanilla вид P. furcomandibula снова был включён в состав рода Protanilla.